# Pièce d'un demi-dollar américain Franklin
Le demi-dollar Franklin est une pièce de monnaie commémorative, d'une valeur de cinquante cents américains, émise entre 1948 et 1963 par la Monnaie des États-Unis.
Créée en hommage à Benjamin Franklin, l'un des Pères fondateurs des États-Unis, le revers de la pièce montre la Liberty Bell.